# Fellodistomum sebastodis
Fellodistomum sebastodis är en plattmaskart. Fellodistomum sebastodis ingår i släktet Fellodistomum och familjen Fellodistomatidae. Inga underarter finns listade i Catalogue of Life.